# Laitue de Plumier
Espèce
Classification phylogénétique
La laitue de Plumier ou laiteron de Plumier ou encore mulgédie de Plumier (Lactuca plumieri) est une espèce de plantes à fleurs du genre Lactuca et de la famille des Astéracées. C'est une plante herbacée vivace nommée par Charles Grenier (1808-1875) et Dominique Alexandre Godron  (1807-1880) en hommage au botaniste Charles Plumier.

## Synonymes
- Lactuca plumieri (L.) Gren. & Godr. 1850
- Cicerbita plumieri (L.) Kirschl 1855
- Mulgedium plumieri (L.) DC. 1838
- Cicerbita orbelica (Velen.) Hayek 1931

## Description
La laitue de plumier est une plante de hauteur comprise entre 40 et 150 cm à tige dressée, glabre et creuse, contenant un suc laiteux. Les feuilles sont nombreuses, embrassantes par deux oreillettes arrondies. Les fleurs sont également nombreuses, bleu-clair, sous forme de capitules.
Les fleurs sont généralement bleu-clair ou parfois plus foncées et sont réunies en petits capitules formant une  inflorescence en forme de corymbe de capitule. Involucres et rameaux de l'inflorescence sont glabres.
Floraison de juillet à août
Pollinisation entomophile
Les fruits sont des akènes de couleur grisâtre et de forme elliptique très comprimée, munies d'un court bec portant une aigrette blanche. Ils sont dispersés par le vent.

## Habitat et répartition spatiale
La laitue de Plumier est une espèce montagnarde poussant sur sol siliceux en situation de lumière et de demi ombre. Elle est classée comme orophyte ouest-européen. Elle affectionne les bois, les rochers humides et les mégaphorbiaies entre 800 et 1 800 m d'altitude dans les Vosges, la Forêt-Noire, les Alpes occidentales (elle est toutefois absente des Alpes du sud), le Massif central, les Cévennes et les Pyrénées.

## Intérêts
Dans certaines régions comme le Massif central ou les Vosges, on cueille ses jeunes feuilles en rosette au printemps pour les manger en salade comme les feuilles des Laitues cultivées. Les grandes feuilles se consomment également en salade ou cuites comme des épinards. Les fleurs sont aussi comestibles, comme les boutons floraux. 